# سوبر سبورت يونايتد
سوبر سبورت يونايتد (بالإنجليزية: SuperSport United) هو نادي كرة قدم جنوب أفريقي من مدينة بريتوريا تم تأسيسه عام 1994 ويلعب في دوري جنوب أفريقيا الممتاز لكرة القدم.
عادة ما يلعب الفريق مبارياته الرسمية في ملعب أتريدجفيل الخارق الوقع في مدينة بريتوريا والذي اعيد تجديدة في عام 2008 استعدادا لاستضافة مباريات بطولة كأس العالم لكرة القدم 2010 ويتسع الملعب لجلوس 28,900 متفرج.

## انجازات النادي
- دوري جنوب أفريقيا (3 مرات):

2007–08، 2008–09، 2009–10

- كأس جنوب أفريقيا (4 مرات):

1999، 2005، 2012، 2016، 2017

- كأس جنوب أفريقيا للثمانية الكبار MTN 8 (مرة واحدة):

2004، 2017

### الجهاز الفني والإداري
| المنصب             | الاسم            |              |              |              |              |
| الجهاز الفني       | الجهاز الفني     | الجهاز الفني | الجهاز الفني | الجهاز الفني | الجهاز الفني |
| ------------------ | ---------------- | ------------ | ------------ | ------------ | ------------ |
| المدير الفني       | Stuart Baxter    |              |              |              |              |
| مدرب مساعد         | Kaitano Tembo    |              |              |              |              |
| مدرب حراس المرمى   | Lee Baxter       |              |              |              |              |
| رئيس قطاع الناشئين | Kwanele Kopo     |              |              |              |              |
| الجهاز الإداري     |                  |              |              |              |              |
| إداري الفريق       | Godfrey Mosoetsa |              |              |              |              |
| مدير التسويق       | Coltrane Munyai  |              |              |              |              |

## وصلات خارجية
- الموقع الرسمي
- سوبر سبورت يونايتد  على فيسبوك.
- SuperSportFC Official Twitter page
- Supersport PSL Club Info